# Pao-ťia
Pao-ťia (čínsky pchin-jinem bǎojiǎ, znaky 保甲; doslova „hlídky a desítky“) byl systém organizace domácností zavedený v sungské Číně v průběhu reforem Wang An-š’a v letech 1069–1076 k organizaci místní obrany. Znovu oživen byl v říši Ming v 16. století, přetrval i v říši Čching až do 19. století.

## V říši Sung
Roku 1069 zaujal přední místo ve vládě čínské říše Sung Wang An-š’, s podporou císaře zavedl reformy státních financí, vojenství i vzdělávání. Součástí reforem bylo zavedení systému pao-ťia. Obyvatelstvo říše bylo rozděleno do skupin - deset rodin tvořilo pao (保), pět pao tvořilo ta-pao (velké pao). Každé pao bylo zodpovědné za vybavení a výcvik určitého množství vojáků. Wang An-š’ se tímto systémem místní domobrany snažil zlepšit stav ozbrojených sil státu. Současně pao-ťia fungovala jako systém kolektivní zodpovědnosti obyvatelstva.
Podobně byla kolektivní odpovědnost poddaných organizována pod jiným jménem už v období válčících států a za dynastie Severní Wej.

## V říši Ming
Systém pao-ťia, čili „hlídek a desítek“ byl v mingském státě obnoven k vytvoření místní domobrany. Systém li-ťia (deset domácností tvoří ťia, deset ťia jedno li), zavedený koncem 14. století a původně určený pro výběr daní a organizaci pracovní povinnosti, byl totiž nepoužitelný, protože po století existence nedával přehled o mužích nutných k zorganizování místní obrany.
Ideálně deset rodin tvořilo ťia (甲) a deset ťia jedno pao. Reálně počet rodin v ťia kolísal od čtyř do čtrnácti, podobně i počet ťia v pao. Organizace pao-ťia byla založena na rodinách v kontrastu k systému li-ťia, kde se ťia skládaly z domácností (které mohly zahrnovat více spřízněných rodin). Hlavy rodin se střídaly ve vedení ťia i pao. V Ťiang-nanu mezi ťia a pao existoval mezistupeň tang o 30 rodinách. Vyšší jednotka sestávající z několika pao se nazývala tchuan (甲團, pluk).
Místní domobrana organizovaná v „hlídkách a desítkách“ se objevovala od 40. let 15. století, tehdy ve Fu-ťienu proti ilegální těžbě stříbra. Vláda v instrukci z roku 1548 doporučovala okresním přednostům vytváření „hlídek a desítek“, pokud potřebovali bránit okres před piráty nebo bandity. Vůdcové pao a ťia byli také zodpovědní za udržení pořádku v místech. Časem úkoly systému pao-ťia splývaly se systémem li-ťia a hlavy ťia a pao se stali představiteli místní samosprávy zprostředkující mezi úřady a obyvatelstvem. Do konce mingského období v polovině 17. století se systém pao-ťia rozšířil na polovinu Číny.

## V říši Čching
V říši Čching deset rodin tvořilo pchaj (排), deset pchaj jedno ťia a deset ťia jedno pao. Čchingská vláda systém pao-ťia zavedla v celé Číně. Zajišťoval místní obranu a veřejný pořádek i soupis obyvatelstva, od roku 1835 též výběr některých daní. V 19. století byl nicméně už do značné míry nefunkční.